# Fritz Przetak
Fritz Przetak (Spitzname Itek; * 9. September 1911 in Wattenscheid; † 29. Januar 2004 in Hückeswagen)  war ein deutscher Fußballspieler.

## Leben
Bereits mit zwölf Jahren begann Fritz Przetak, im Ruhrgebiet auch unter dem Namen „Itek“ bekannt, 1923 das Fußballspielen. In seinem Stammverein Wattenscheid begann er als Schüler 1923 und blieb dort bis 1926. Fritz Przetak wechselte dann zum benachbarten Spielverein SV Höntrop, bei dem er bereits als 16-Jähriger in die erste Herren-Mannschaft kam. Dann ging er zurück nach Wattenscheid, das als Kreisklassenmeister den Aufstieg in die Bochumer Bezirksklasse geschafft hatte. Przetak fiel dem Westfalentrainer Kurt Otto von Schalke 04 auf. So wurde er zu Kursen herangezogen und spielte als 18-Jähriger in Wattenscheids Stadtelf. Fritz Przetak spielte 1931 nach weiteren Berufungen in Hagen in der B-Auswahl gegen den Niederrhein, wobei ihn der damalige DSC-Trainer Heinrich „Heiner“ Stuhlfauth als Mittelläufer nominierte. Später wurde Przetak in die westfälische A-Auswahlmannschaft berufen, in einem Spiel sogar als einziger Nicht-Schalker.
1936 hatte er als westdeutscher Auswahlspieler seinen sportlichen Höhepunkt im Spiel gegen Ostholland. Ebenfalls 1936 absolvierte Przetak beim SV Höntrop als Halbrechter gegen Borussia Dortmund, bei der damals auch August Lenz spielte, sein letztes Meisterschaftsspiel, in dem er den neu in der Höntroper Mannschaft eingesetzten Höppner auf Rechtsaußen mit durchziehen sollte; dieser erzielte prompt auf seine Vorlage hin das 2:1-Siegtor. Mit diesem Spiel endete Przetaks „Kohlenpott-Ära“, er zog nach Radevormwald.

### Radevormwald
1937 wurde Przetak durch das TuS-Vorstandsmitglied Egon Osenberg nach Radevormwald vermittelt. 1939 schaffte der TuS den Aufstieg zur Remscheid-Solinger Bezirksklasse. 1942, als die TuS-Mannschaft durch zahlreiche Nachwuchskräfte aufgefüllt werden musste, erreichten diese durch einen 3:0-Sieg über den damaligen „Gauligisten“ TuRU Düsseldorf eine Pokalsensation. Danach wurde auch Fritz Przetak Soldat und der Fußballspielbetrieb ruhte im Krieg fast völlig. Fritz Przetak beendete 1949 seine aktive Karriere um Trainer und Berater zu werden und kickte nur noch in Prominentenspielen.